# Elizabeta Ogrska
Elizabeta Ogrska, svetnica, tretjerednica in dobrodelnica, * 7. julij 1207, Sárospatak, Ogrska (danes Madžarska) ali Pozsony, Ogrska (danes Bratislava, Slovaška); † 17. november 1231, Marburg, Turingija, Sveto rimsko cesarstvo (danes: Hessen, Nemčija).

## Življenje

### Otroštvo, mladost in poroka
Elizabeta Ogrska, mejna grofica ali kneginja Turingijska, se je rodila 7. julija 1207 na Ogrskem očetu kralju Andreju II. in materi Gertrudi Andeški. Starši so mali princesi oskrbeli krščansko vzgojo. Zelo rada je molila in bilo ji je v veliko veselje, če je mogla kaj podariti revežem. Nekega dne jo je pri ogrskemu kralju zaprosil za svojega sina mejni grof Herman Turingijski, da bi jo vzgajali na knežjem dvoru za bodočo ženo njegovemu sinu.
Komaj štiriletno so jo torej 1211 zaročili s turingijskim mejnim grofom Ludvikom IV. in odtlej je živela na gradu Wartburg v Turingiji. Poročila se je leta 1221, ko ji je bilo štirinajst let. Že naslednje leto je rodila prvega otroka, sina Hermana, dve leti kasneje hčerko Zofijo, tri leta za njo pa še hčerko Gertrudo. Ta se je rodila po očetovi smrti. 

### Moževa smrt in hude posledice
Mož Ludvik je namreč poleti 1227 odpotoval v Italijo, da bi se na strani cesarja Friderika II. udeležil načrtovane križarske vojske; še preden se naj bi vkrcal na ladjo za Palestino, je zbolel za nalezljivo boleznijo in umrl istega leta v Otrantu. Ko je Elizabeta za to zvedela, je strta od bolečine glasno jokala: »Moj Bog! Zame je konec sveta; svet mi ne pomeni ničesar več!« Šele po nekaj tednih se je malo potolažila. Prišla pa je nova preizkušnja: sorodniki so se začeli do nje vesti tako osorno, da je raje zapustila grad Wartburg in se iskala zavetja v vasici Eisenach, kjer se je nihče ni upal sprejeti na stanovanje. Končno se je vselila s tremi otročički v svinjak; mislila je na Jezusa, ki se je tudi rodil v hlevu. Vsakdanji kruh zase in za otroke si je morala preskrbeti s trdim delom – vendar ni obupavala, ampak hodila vsak dan zgodaj zjutraj k maši. 
Razmere so se popravile, ko so se vrnili soborci pokojnega moža in prisilili sorodnike, da so ji odstopili njen delež. Vrnila se je nazaj; vendar je spomladi 1228 svojevoljno zopet zapustila grad; preselila se je v Marburg v Hessenu. Otroke je dala v oskrbo, sama pa se je popolnoma posvetila bolnikom in revežem.

### Skrb za reveže in bolnike
Živela je zelo skromno kot tretjerednica. Na Veliki petek se je z rokami na oltarju frančiškanske cerkve v Marburgu odpovedala vsemu posvetnemu blišču. Z veliko vnemo se je posvečala delom usmiljenja. V Marburgu je z lastnimi sredstvi dala zgraditi bolnišnico, kjer je zbrala najrevnejše bolnike ter jim potrpežljivo stregla. Njen spovednik Konrad iz Marburga, ki je napisal njen prvi življenjepis, jo slavi kot tolažnico ubogih in okrepčevalko lačnih. V njem med drugim piše: 
 »Kljub njenim številnim delom usmiljenja, Bog mi je priča, sem redko videl ženo, ki bi bolj gojila molitveno življenje; nekateri redovniki so često videli, kako ji je čudovito žarel obraz, ko je prišla na skrivnem molit, in kakor da so ji sončni žarki prihajali iz oči. Pred smrtjo sem jo spovedal in, ko sem jo vprašal, kaj bo z njenim imetjem in obleko, je odgovorila, da je že vse, kar so mislili, da ima, last revežev.« 

## Smrt in češčenje
Umrla je, stara komaj 24 let, 17. novembra 1231. Na njenem grobu naj bi se že naslednji dan po pogrebu začeli goditi čudeži, zato jo je papež Gregor IX. 28. maja 1235 razglasil za svetnico, kar je doživel na veliko radost tudi njen oče Andrej II. Ogrski, ki je umrl še isto leto.

### God
Njen god je po novem na dan njene smrti 17. novembra. Do leta 1969 pa je bil njen god 19. novembra. Na Madžarskem, v Vojvodini in ponekod drugod so se zaradi izročila vrnili k staremu datumu. 

### Predstavitve
Sveto Elizabeto prestavljajo z vrtnicami v košari ali predpasniku v zvezi z legendo o vrtnicah; na glavi ima krono, ker je bila kraljevska hči; nosi košaro s kruhom ali vrč z vodo – to pomeni njeno dobrodelno dejavnost: nasičevala je lačne in  napajala žejne. 
Predstavljajo jo tudi s palmo, ki je znamenje zmage nad vabami tega sveta. 
Za svojo zavetnico so si jo izbrale dobrodelne ustanove, med njimi tudi Karitas, bolnice, bolniške sestre, peki, begunci, brezdomci, reveži in berači, kneginje, vdove, tretjeredniki.

## Legende

### Legendao vrtnicah
Legenda o vrtnicah ima več različic. Včasih se sreča s tastom, drugič z očetom ali kasneje z možem. 
Nekoč je svojim oskrbovancem nesla kruha v predpasniku in se srečala s tastom Henrikom. Na njegovo vprašanje, kaj da nosi v predpasniku, je odgovorila, da nosi vrtnice, da ji ne bi prepovedali dobrodelno delovanje. Ko je predpsnik razširila, so notri videli res sredi mrzle zime dišeče in cvetoče vrtnice. 

### Legendao gobavcu
V Tihanyskem kodeksu beremo: 
Nekega dne, ko njenega gospodarja ni bilo doma  je prinesla Elizabeta nekega zoprnega gobavca v hišo in ga položila na posteljo gospodarjevega sina med dve rjuhi. Medtem pa je prišel domov njen viteški gospod. Jezni starši so takoj pritekli k njemu s pritožbami. Obtoževali so sveto ženo, da je izgubljena, da ne skrbi za živino, da strada služinčad in da živi hudobno življenje. „Če plemeniti gospod ne verjame našim besedam, naj gre v spalnico in bo našel na sinovi postelji odvratnega gobavca. Glejte vendar, kake nevšečnosti moramo prenašati. Ko je pobožni mož to slišal, je nenadoma izvlekel goli meč in dejal: „Kake reči vendarle slišim! Če se ji ne smili moja živina, se ji ne bom smilil niti jaz sam.” V veliki jezi je udaril po vratih, da bi zaklal tako gobavca kot tudi sveto ženo. Ko je pa hotel dvigniti rjuho, je zagledal blaženega, križanega Jezusa, kako leži v postelji v mlaki krvi. Prestrašen od tega pogleda ga je prosil odpuščanja in pokleknil pred njega. Tudi svojo ženo je prosil med glasnim jokanjem odpuščanja ter ji dal blagoslov, da brez skbi deluje dobrodelno. 

### Legendao dragoceni obleki
Neki kmečki fant je hotel romati v Rim. Oglasil se je še prej pri knezu hoteč videti tisto sveto ženo, o kateri je toliko slišal. Pobožni knez ga je rad sprejel, nakar mu je oni povedal svojo željo. Mož jo je povabil, naj se pokaže; pa je dejala, da ni potrebno, ker ji ni za zemeljsko občudovanje pa tudi zato ne, ker nima primerne obleke. Mož pa se na njene pomisleke ni oziral, zato se je zaprla v celico in molila. Med molitvijo ji je Božji angel prinesel prekrasno obleko in krono posuto z dragulji rekoč, da je to poslal Gospod Bog. S toplo hvaležnostjo in med obilnimi solzami se je preoblekla ter s krono na glavi pokazala gostom. Vsi so občudovali njeno prikupno postavo, pametne besede ter prekrasno obleko. Ko se je poslovila od njih, je šla zopet v svojo celico. Gostje so zelo hvalili Boga in sveto ženo, kajti bila je resnično ljubljena hčerka Jezusa Kristusa. 

## Ocena
- ”Častitljiva in Bogu zelo ljuba Elizabeta je izhajala iz odlične rodovine; v megli sveta je tako zasvetila kot zvezda Danica.” Tako začenja cistercijan Cezarij Heisterbach[9]življenjepis svete Elizabete. Ona res spada med tiste svetnike, katerih svetloba ne pojenjava, ampak sveti vsakemu človeku v vsaki dobi. *I. Diós (s sodelavci): A szentek élete. Szent István társulat, Budapest 1984. [10]
- V tisti življenjski dobi, ko se drugi bojujejo šele z začetnimi ovirami in težavami razširjanja kril, je Elizabeta že sijala pred svojimi sodobniki v čaru popolne svetosti: kot zaročenka, kot žena kakor tudi kot vdova je bila vzor krščanske popolnosti.
- Elizabeta je ideal srednjeveške žene, sestra svetega Frančiška, lik Fra Angelicovega čopiča, speculum mundo et angelis. [11]